# Calistenia
La calistenia consiste en la formación de un proceso físico y mental en cual se involucran diferentes calentamientos de peso corporal o ejercicios de entrenamientos callejeros y espacios libres (en inglés Street Workout). En este sistema, el interés está enfocado en los movimientos de las cadenas o grupos musculares que componen el cuerpo humano. Etimológicamente la palabra proviene del griego kalos (belleza) y sthenos (fortaleza). El principal objetivo de la calistenista es la adquisición de resistencia, agilidad, equilibrio, coordinación y flexibilidad a través de un entrenamiento equilibrado con el propio peso corporal.
Además de ser una disciplina de entrenamiento que con el paso del tiempo está ganando mucha popularidad en el mundo de la actividad física (fitness), ahora se está considerando como deporte.[cita requerida] Mucha gente se unió a este tipo de ejercicios ya que no exige mucho tiempo y es muy económico, pues solo requiere del propio cuerpo para practicarlo. Aunque hay un enfoque común en tonificar y entrenar el tronco, la espalda y los brazos, es un mito que las piernas no se pueden fortalecer con la calistenia. De hecho, ejercicios como sentadillas y zancadas son muy efectivos para trabajar los músculos de las piernas. Además de estos, existen otros ejercicios calisténicos como los saltos, escaladores y pistol squats que también contribuyen a un entrenamiento integral de las piernas, permitiendo un desarrollo equilibrado de la fuerza en todo el cuerpo. 

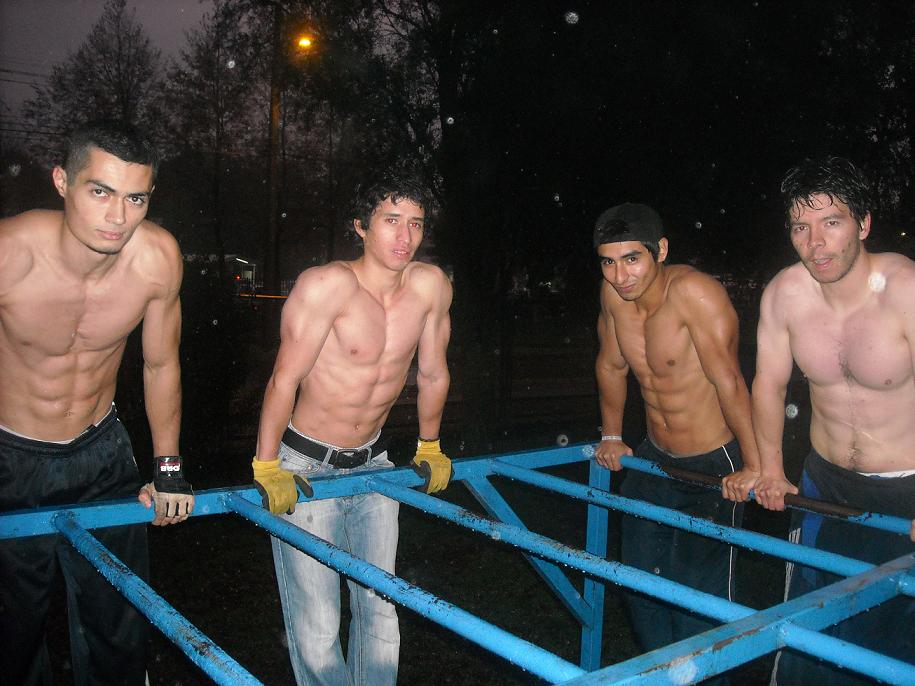
Cuatro hombres practicando calistenia

También se puede considerar la disciplina de la Gimnasia Olímpica como el deporte que sentó las bases para la que sería más adelante la calistenia, pues ambas disciplinas comparten muchas similitudes tanto en movimientos como en los entrenamientos para dominar la disciplina. Este tipo de entrenamiento, aparte de buscar un aumento de fuerza y músculo, también busca la posibilidad de optar por un rango más grande de movilidad y capacidad para controlar nuestro propio cuerpo.

## Historia
En el mundo antiguo, la calistenia se usaba como la principal fuente de preparación física para los militares, ya que era fácil de organizar, fácil de aprender y tenía la mayor transferencia a las habilidades y movimientos reales que necesitaban los soldados en combate. Algo que realmente se mantiene en la actualidad por su practicidad y aporte al poderío físico integral de los efectivos, combinado con los beneficios anteriormente mencionados.
Según Pierre Vernant, historiador clasicista francés centrado en la historia de las mentalidades, el origen de la calistenia está en la dicotomía Yemo-Kallisto (dios semita y protohitita, respectivamente, introducidos -según Amelie Khurt, orientalista francesa- en la cultura griega a través del comercio púnico en el siglo XII antes de la era cristiana) que equivaldría a Apolo y Hércules (gracia y armonía vs fuerza bruta), dicotomía que muestra una ruptura en la mentalidad griega arcaica (de raíces dóricas) sobre la moderna y más desarrollada, la jónica (ateniense).

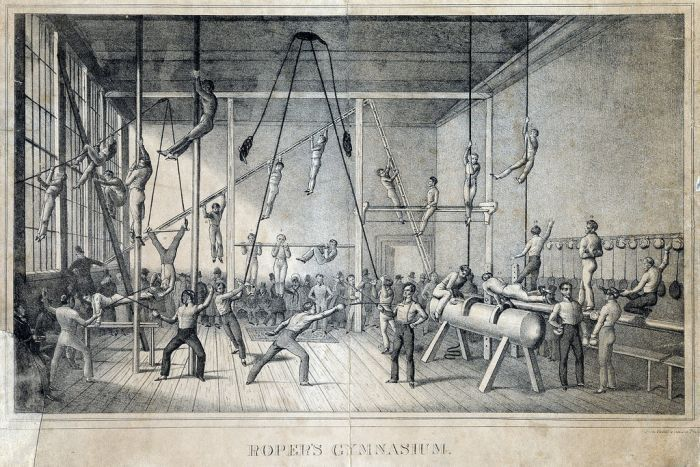
Gimnasio de Roper, Philadelphia, circa 1831

La calistenia en su forma moderna, empezó a desarrollarse en Francia en el siglo XIX. En 1822, comenzó a difundirse tanto en Francia como en Inglaterra. Marian Mason, publicó en 1827 On the utility of exercise; or a few observations on the advantages to be derived from its salutary effects, by means of calisthenic exercises A few observation on callisthenic excercises (En cuanto a la utilidad del ejercicio o un par de observaciones sobre las ventajas que se derivan de los efectos saludables de los ejercicios de calistenia). Astudillo publicó en París en 1822 Callisthénie ou gymnastique des jeunes filles (Calistenia o gimnasia de las mujeres jóvenes). Un año más tarde, el libro se edita en Berna en alemán.
La popularidad de la calistenia como componente de la educación de mujeres se incrementó con la obra de los alemanes Friedrich Jahn y Adolf Spiess. En los EE. UU. la difusora de la disciplina fue Catharine Beecher, quien publicó en 1857 Physiology and Calisthenics for Schools and Families (Fisiología y calistenia para las escuelas y las familias).

## Metodología y metas
La calistenia se define como un conjunto de ejercicios que centran su interés en los movimientos de grupos musculares, más que en la potencia y el esfuerzo, con el objetivo de desarrollar la agilidad, la fuerza física y la flexibilidad. Se intenta lograr la mayor contracción muscular y que el cuerpo adquiera una alineación correcta, ya que así permite modelar el cuerpo, mejorar la postura y definir un buen contorno corporal.
Los ejercicios realizados en calistenia se dividen en básicos (ejercicios comunes para el fortalecimiento de los músculos), estáticos (ejercicios avanzados que consisten en mantener una misma posición por algún  periodo de tiempo, estos requieren mucha fuerza muscular y en tendones, mayormente en tendones por lo que son más difíciles de conseguir) y dinámicos (ejercicios avanzados que consisten en el movimiento y balanceo del cuerpo, se utilizan en «freestyle», aparte de fuerza requieren gran agilidad y reflejos).
En las clases se realiza una entrada en calor y después se ponen en marcha una serie de ejercicios con un alto número de repeticiones cada uno, poniendo énfasis en los brazos, el abdomen, los glúteos y piernas. Se acentúa, no en el trabajo, sino en la forma de realizarlo, pensando en cada movimiento, en los músculos que se está trabajando y en si la postura es la correcta. Este método para ejercitarse repercute favorablemente en la postura y forma corporal, reduciendo enormemente el riesgo de lesiones que, además, se ve disminuido por la ausencia de saltos, rebotes e impactos; por otra parte, se realizan estiramientos, trabajos localizados y la vuelta a la calma tiene un papel muy importante durante las clases calistenia. La calistenia conjuga técnicas de diversos puntos, entre ellos: la danza, el yoga, las artes marciales, la gimnasia consciente y el stretching.
El método y las técnicas usadas durante una clase de calistenia convierten a esta actividad en apta para todo público, ya que no existen límites de edad, e incluso los kinesiólogos recomiendan la calistenia en patologías tales como la escoliosis, la hernia de disco o problemas de rodilla. El hecho de no provocar impactos en las articulaciones y de permitir modelar el cuerpo, tonificarlo y alinearlo al mismo tiempo, ha sido una de las razones por las cuales la gente escoge estas clases. Poner el cuerpo en movimiento, mejorar la postura, tonificar grupos musculares y cuidar las articulaciones pueden ser los motivos que llevan a la práctica de la calistenia. Al preparar la ejecución del swing de golf de forma correcta, se ve claramente que se conjuga plenamente la calistenia.
Actualmente, la Calistenia también se lleva al entrenamiento de alto rendimiento. Deportistas profesionales y semi-profesionales realizan distintas rutinas llevando este tipo de entrenamientos al máximo exponente.
Algunas de las claves que están haciendo que la Calistenia se incorpore al entrenamiento de alto rendimiento son: 
- Libertad: se puede realizar en cualquier lugar (casa, parques, salas fitness…) y sin material adicional de entrenamiento.
- Utilidad: son entrenamientos muy funcionales y que permiten una ganancia de fuerza útil. Implican grandes cadenas musculares mejorando la eficacia de los movimientos.
- Transferencia: los ejercicios realizados se transfieren a los movimientos comunes, por ello tiene tanto impacto en los deportistas profesionales.
- Agilidad: es uno de los únicos entrenamientos que te permite entrenar el conjunto de los aspectos físicos que mejoran la agilidad, fuerza, resistencia, velocidad y flexibilidad.

### Ejercicios

#### -Básicos
1. Sentadillas: Un ejercicio de sentadillas con peso corporal requiere poco espacio y ningún equipo. Después de ponerse en cuclillas, el deportista se pone de pie nuevamente mientras mueve los brazos hacia los costados. La altura de la sentadilla se puede ajustar más alto o más bajo dependiendo de los requisitos del individuo, es decir, si alguien no está acostumbrado a hacer ejercicio, se pueden realizar sentadillas de media o cuarta parte. Debido a su rango de movimiento, las sentadillas se consideran con frecuencia entre los ejercicios más efectivos para mejorar la fuerza y la resistencia.[8]

2. Dominadas: Son sin duda uno de los grandes ejercicios para el tren superior, de hecho son prácticamente un básico para construir nuestras espaldas y bíceps. Para realizar correctamente este ejercicio lo primero es tener una barra y seleccionar el tipo de agarre con el que vamos a realizarlo. Puede ser agarre prono (palmas hacia delante), agarre neutro o agarre supino (palmas mirando hacia ti mismo).El ideal para desarrollar fuerza será el neutro, y para hipertrofia lo ideal es ir variando entre todos los agarres para atacar al músculo desde varias perspectivas.[9]
3. Fondos: Es el ejercicio principal utilizado para trabajar tanto pectoral como tríceps. Este ejercicio nos ofrece un excelente trabajo para estas partes musculares y además a una gran intensidad. Es un ejercicio de empuje que trabajará principalmente los pectorales, los hombros y los tríceps. Al igual que el resto de los ejercicios básicos, existen muchas variantes de fondos. Realizado entre barras paralelas o en cualquier superficie alta a la altura del pecho o abdomen. Se juntan los pies y se baja el cuerpo hasta los 90° Luego, el sujeto empuja hacia arriba hasta que los brazos estén bloqueados.[10]

4. Flexiones: Es un ejercicio físico realizado estando en posición inclinada, recostado hacia abajo, levantando el cuerpo únicamente con los brazos y bajando de nuevo al suelo.Está dedicado al desarrollo de los músculos pectoral y tríceps con beneficios adicionales para los deltoides, el serrato anterior, el coracobraquial e isométricamente el abdomen. Dependiendo del tipo de flexión su acción puede estar más focalizada en los pectorales, los deltoides o los tríceps.
5. Remos: el remo (o dominada australiana) es el básico para tirón horizontal. Consiste en posicionar el cuerpo boca arriba y elevarlo realizando un tirón (agarrado a una barra baja o a una mesa). Se ejercitan los músculos e la espalda superior. Puede ayudar también a evitar una posición encorvada del torso a la larga al servir de ejercicio antagonista de la flexión.

## Calistenia cooperativa
La calistenia cooperativa se refiere a ejercicios calisténicos que involucran a dos o más participantes que se ayudan entre sí para realizar el ejercicio. Dichos ejercicios también se conocen como ejercicios de pareja o ejercicios de peso corporal con una pareja. Por lo general, una persona realiza el ejercicio y la otra agrega resistencia. Por ejemplo, una persona que realiza sentadillas con alguien en la espalda. Algunos ejercicios también implican el uso de equipos. Dos personas pueden aferrarse a diferentes extremos de una cuerda y tirar en diferentes direcciones. Una persona proporcionaría deliberadamente una menor cantidad de resistencia, lo que agrega resistencia al ejercicio y al mismo tiempo permite que la otra persona se mueva a través de un rango completo de movimiento a medida que su aplicación de nivel superior de fuerza tira de la cuerda. Una desventaja que tienen estos ejercicios es que puede ser difícil medir cuánta resistencia está agregando el compañero cuando se considera en comparación con las pesas libres o las máquinas. Las ventajas que tienen es que permiten agregar niveles relativamente altos de resistencia con equipos opcionales. Sobre esta base, la calistenia cooperativa puede realizarse tan fácilmente en un campo de juego como en un gimnasio. También son lo suficientemente versátiles como para permitir que se usen para objetivos de entrenamiento que no sean simplemente la fuerza. Por ejemplo, una sentadilla con un compañero puede convertirse en un ejercicio centrado en el poder saltando o saltando con el compañero, o incluso levantándolo sobre una rodilla. Los ejercicios de calistenia cooperativa no están limitados a un número definido de personas; éstos pueden ser de dos a más personas mientras el ejercicio a realizarse cuente con algún objetivo físico para 1 o más de las personas involucradas en el mismo.